# ザ・カメラテスト
ザ・カメラテストとは、アテナ映像による企画物アダルトビデオシリーズの一つ。監督は鬼闘光。1998年から続く長寿シリーズであり、長瀬愛や長谷川留美子など、本作品から誕生した有名AV女優も少なくない。撮り下ろしは、2011年7月の『ザ・カメラテスト84』が最後である。

## 内容
監督がAV女優志願者を面接試験の口実のもとに社内の個室へ招き入れるところから始まる。「カメラ映りを見たいから」と称して、ビデオカメラは公然と回したままである。
1. まず年齢と氏名（芸名）、現在の仕事やアダルトビデオ出演の動機などをにこやかに訊ねた後、「この後ちょっとお時間ありますか」と確認した上で、「写真を撮りたいからエッチポーズを取って」と注文を出し、胸を露出させる。「うわーキレイキレイ」と、胸を必ず褒める。ソファーの上で股を開かせ、下敷きを使用して、いわゆるメコ筋（本作品内ではエッチ線）をつける。
2. 次いで感度テスト。指、舌、ピンクローター、バイブレーター、絵筆などを駆使して相手の陰部や乳房を入念にチェックする。相手が快感に堪えかねて喜悦の声を上げると、「大きい声出しちゃダメだよ、人来ちゃうよ」と注意を与えた上で、意図的に快感を強めることもある。
3. さらにフェラのテスト。男根をしゃぶらせる。「フェラチオは誰に教わったの」と訊く場合が多い。相手の胸が特に大きい場合はパイズリのテスト（あるいは実習）をおこなうことが多い。
4. 最後は挿入テスト。すなわち性交である。相手がためらった場合には「おちんちんで感じるかどうか、それが一番大事なんだから。知っときたいじゃん」と説得する。
5. 挿入テストが終った後は「カメラテストの感想は、どうでしたか」と訊く場合が多い。「今日のこのことは、誰にも言っちゃダメなんだよ」と口止めする場合もある。

このほか、水着に着替えさせた上、着替え室で一連のテストをおこなう場合もある。また、これら一連のテストは監督の指示のもとに助手が代行する場合もある。助手を務めるのはいずれもAV男優であり、"吉村君"と呼ばれる男性か"石川君"と呼ばれる男性のいずれかが担当する。
なお、本作品の姉妹編ともいうべきシリーズに代々木忠監督の『ザ・面接』があるが、こちらは本シリーズに比べると、監督自身に巨乳へのこだわりが希薄である。

## 作品一覧
| 発売年月日     | #  | 題名 | 出演者 |
| -------------- | -- | --- | --- |
| 1998年3月11日  | 1  | ザ・カメラテスト イジクリたおされた7人の素人女たち                                                          | 一色舞、椿緋呂、水沢あい、伊藤礼子、木ノ葉えみる |
| 1998年5月31日  | 2  | ザ・カメラテスト 「どうしてナメるのッ 入れちゃダメェ～!!」                                                  | 吉田えりか、立木裕子、上原りさ、伊藤美咲、柴田あおい、流川瞬、八木真理子                                                                                           |
| 1998年7月21日  | 3  | ザ・カメラテスト 美乳と潮吹きなら即デビューだ!!                                                             | 今井はるか、田川沙也、藤井舞、望月えりか、高橋麻希 |
| 1998年9月30日  | 4  | ザ・カメラテスト 何も知らない顔して感度は抜群だっー!!                                                       | 星野明日香、西川環、上野英理、中山沙織、笠井ゆみえ |
| 1998年11月21日 | 5  | ザ・カメラテスト ホントにしゃぶるのッアッそこはダメェ～！                                                   | 河野美雪、木内あゆみ、上杉麻緒、西崎みどり、葉月美穂、落合玲奈 |
| 1999年1月21日  | 6  | ザ・カメラテスト 事務所にナイショで先っぽだけ…                                                              | 原田みも、桐島千里、土屋波津子、観月真央、嶋村陽子、沢田奈々 |
| 1999年3月21日  | 7  | ザ・カメラテスト エッチな巨乳娘は別室で試しヌキ!                                                            | 大森久美子、黒崎さゆり、君島ゆり、新庄綾花、松下真菜、増田ゆみ |
| 1999年5月21日  | 8  | ザ・カメラテスト カワイイ美乳ギャルは新人デビューする前に…                                                  | 長瀬愛、京本香織、福田良子、酒井優子、矢内朋 |
| 1999年7月21日  | 9  | ザ・カメラテスト ビンカン美乳ギャルは「撮影じゃないのに入れないで～!」                                      | 葉山梨奈、柳さやか、高島奈央、沢口真美、藤森朋子 |
| 1999年9月21日  | 10 | ザ・カメラテスト おっカワイイ!君、新人?撮影前に抜きテストだッ!!                                             | 松田千秋、大塚早恵、広瀬小百合、平井春菜、吉沢あつこ、松本里穂 |
| 1999年11月21日 | 11 | ザ・カメラテスト 初モノギャルはアソコもお尻も…                                                              | 西澤麻里、吉永真琴、松岡流奈、雪谷秋穂、原島優花、鮎川ジュリ |
| 2000年1月21日  | 12 | ザ・カメラテスト ザ・カメラテスト イヤーッ!そんなコト聞いてないもん!! 巨乳ギャルと美人妻はスカートめくって… | くるみ、いと美、朋美、温子、優、カンナ |
| 2000年3月21日  | 13 | ザ・カメラテスト 美乳初脱ぎ娘たちは何も知らずに…                                                            | 絵里香、はるか、あい、ミナミ、素直、あゆみ |
| 2000年5月21日  | 14 | ザ・カメラテスト 純情娘も爆乳ギャルもデビュー前にイジリ抜きだッ!!                                           | 朝岡みなみ、辻本さゆり、植山ゆき、池山さえ、三浦あやの、きさらぎはるか                                                                                             |
| 2000年7月21日  | 15 | ザ・カメラテスト ステキなピンク乳首の新人ギャル大集合                                                       | 結城杏奈、麻矢、舞子、奈々、理央、ゆうか |
| 2000年9月21日  | 16 | ザ・カメラテスト カワイイ純情娘とHなお姉さんは個室でシマリ具合テストだ!!                                    | 植村寛子、中橋さなえ、浜崎さき、竹内恵美、松浦唯、沖田晴美 |
| 2000年11月11日 | 17 | ザ・カメラテスト パンツの中だけは勘弁してください 超カワイイ女の子は初撮影の前にちょっとだけ…               | 柏木由貴、北川さやか、智美、中井薫、竹内恵、中山愛理 |
| 2001年1月21日  | 18 | ザ・カメラテスト デビュー前のビンカン娘は「ちょっと待って、入れないでェ～!」                                | 山口玲子、葵智美、鈴木めぐみ、丘咲日向、槇野春恵、矢沢加代 |
| 2001年3月21日  | 19 | ザ・カメラテスト うわっカワイイ!おっ美巨乳!                                                                 | 松田瞳、愛葉亜希、高野まりえ、秋葉あつこ、立原鈴花、斉木結利 |
| 2001年5月21日  | 20 | ザ・カメラテスト キミ凄くヌレやすいの?見ないでェ～!                                                         | 柏木楓、高原奈美江、佐山みさき、中根みわ、一色菜々子、桃井望 |
| 2001年7月21日  | 21 | ザ・カメラテスト ビデオに出たいんでしょ?そしたらシャブらなきゃ!!                                            | 沢村ゆかり、長谷川留美子、林亜衣、海野みずか、香取ゆき、若林麗奈                                                                                                   |
| 2001年9月21日  | 22 | ザ・カメラテスト これ以上のテストはムリッしたくなっちゃうでしょ～!                                          | 酒井里美、秋葉あずさ、春川リサ、望月舞、川村亜里沙、山口美咲 |
| 2001年11月21日 | 23 | ザ・カメラテスト デカパイでいい女なら抜きテストだー!                                                        | 伊原理佐、麻生千尋、安西ゆみこ、上原あきら、大野香代子、工藤広美                                                                                                   |
| 2002年1月21日  | 24 | ザ・カメラテスト お嫁に行けなくなっちゃう～!                                                                | 高樹あさか、小池舞、森川杏、戸川まり、永井真希、早坂エリ |
| 2002年3月21日  | -  | ザ・カメラテスト BEST11（イレブン）豪華版 とっても可愛いスーパーHな娘が勢揃い!                              | 長瀬愛、星野明日香、りさ、沙也、英理、あゆみ、ゆり あつこ、春菜、真琴、素直                                                                                        |
| 2002年8月21日  | -  | ザ・カメラテスト BEST11 スーパー美巨乳セレクション カワイくてウブで大っきくてエッチな娘大集合               | 松田瞳、長谷川留美子、安西ゆみこ、麻生千尋、さやか、鈴香、まり、さえ、楓、遥、麻矢                                                                                 |
| 2002年10月25日 | -  | ザ・カメラテスト BEST11豪華版 Premium Edit Version                                                          | 長瀬愛、星野明日香、麻緒、朋、さやか、真美、素直、春奈、りさ、ゆり、あゆみ、英理、あつこ、沙也、真琴                                                               |
| 2003年3月21日  | -  | ザ・カメラテスト BEST11 デカ乳エロ美女スペシャル ビンカンボディの超美乳娘が勢揃い!!                         | 松田瞳、長谷川留美子、安西ゆみこ、麻生千尋、さやか、鈴香、まり、さえ、楓、遥、麻矢                                                                                 |
| 2003年4月25日  | -  | ザ・カメラテスト BEST11 スーパー美巨乳セレクション The Glamourous Remix Version                             | 吉田えりか、松田千秋、沢井加奈、高橋麻希、岬絵里香、伊藤美咲、京本香織、一の瀬あゆみ、佐伯翔子、増田ゆみ、今井はるか、三浦あやの、土屋波津子、高島奈央、鮎川ジュリ |
| 2003年9月21日  | -  | ザ・カメラテストBEST11 清純美巨乳GAL汁まみれスペシャル デビュー前にアソコいじくられてもう大変!!             | 高野まりえ、愛葉亜希、結城杏奈、松浦唯、杏、さき、香代子、えり、亜里沙、優花、みなみ                                                                               |
| 2003年9月26日  | -  | ザ・カメラテストBEST11 デカ乳エロ美女スペシャル The Top Girls Remix                                         | 松田瞳、長谷川留美子、安西ゆみこ、麻生千尋、山口玲子、さやか、鈴香、まり、さえ、楓、遥、麻矢、さなえ、理央、くるみ                                                 |
| 2004年5月21日  | 25 | ザ・カメラテスト 美巨乳でいい女はデビュー前にビラビラめくって…                                              | 明乃夕奈、松原ナオ、河村まりな、小川さくら、水原亜沙美 |
| 2004年5月28日  | -  | ザ・カメラテストBEST11 清純美巨乳GAL 汁まみれスペシャル Hyper Erect Edition                                 | 高野まりえ、愛葉亜希、河田寛子、松浦唯、百瀬さき、原島優花、原舞子、早坂エリ、永井真紀、森野杏、浅岡みなみ、川村亜里沙、大野加代子、結城杏奈、細野奈々             |
| 2004年7月21日  | 26 | ザ・カメラテスト そんなにナメるのうまいんならちょっと交替しろよ、石川!                                      | 星野まゆ、石川かすみ、森下さやか、鈴木あみ、美月ひなこ、橘愛美 |
| 2004年9月30日  | 27 | ザ・カメラテスト おっ!キミ人気でそうだね デビュー前にテストしとこうか!                                      | 川島みなみ、江藤ひな、大塚あいり、結川ひな、川村千夏 |
| 2004年11月30日 | 28 | ザ・カメラテスト キミが好きな体位テストしてみようか?えーそこまでやって落とされたら…あっ!                    | ふらの愛、榎本ゆう、西岡りこ、工藤あや |
| 2005年1月11日  | 29 | ザ・カメラテスト 感度テストでパンツもヌルヌル!「濡れてるからちょっと入れてみようか?」                       | 片瀬美香、芹沢みゆ、矢吹涼子、栗田みはる、西村ともか |
| 2005年3月11日  | 30 | ザ・カメラテスト ちょっとだけ入れていい?ちょっとだけですよ、約束ですよ!                                     | 華純、若葉薫子、北川杏、小田桐翔子、碧木リリア |
| 2005年5月11日  | 31 | ザ・カメラテスト なめていい?あ!そこは濡れてるからダメ!まわりにしてください                                  | 里美りん、深谷あおい、天宮はるみ、松下ゆうか |
| 2005年6月30日  | 32 | ザ・カメラテスト 事務所に内緒で2回もしちゃった                                                              | 吉川美由、水城梓、竹内圭、好乃百々花、鈴木真央 |
| 2005年8月11日  | 33 | ザ・カメラテスト あ、まだ心の準備が… でもアソコはこんなに糸ひいて準備OKだよ                                 | 浅倉メイ、岡崎真央、安佐神しおり、藤沢あいり、宝田まりあ |
| 2005年9月11日  | 34 | ザ・カメラテスト ザ・カメラテスト 一年ぶりです～ あー腰が抜けそう! エロカワイイ巨乳GAL&清純娘大集合         | 水森裕子、木村藍、三井真希、山田あかね、安田美和 |
| 2005年10月31日 | 35 | ザ・カメラテスト こんな恥ずかしいとこ撮っちゃダメッ ありえない!こんな面接ありえない!!                       | 姫野るり、夏樹ゆう、森口はるか、水野五月、水沢弥生 |
| 2005年12月11日 | 36 | ザ・カメラテスト まだ5、6回しかした事ないの? ナメた事もないんです じゃすぐテストしないと!                   | 持田つぐみ、二岡ゆり、今宿彩菜、木原葵、水野あみ |
| 2006年1月31日  | 37 | ザ・カメラテスト コリコリ乳首の美巨乳娘 テストなのにそんな奥まで挿れないで下さい!                           | 如月サナ、田岡輝美、柚木まこと、小阪すみれ、桃井りか |
| 2006年3月21日  | 38 | ザ・カメラテスト 奥が気持ちいいんだ そんなこと恥ずかしくて言えません… じゃこれ抜いてもいい?                 | 葵えみり、中居真紀、林果、美月かな、常磐ねね |
| 2006年4月30日  | 39 | ザ・カメラテスト 事務所にはナイショだよ 面接でイッちゃったなんて言えません                                  | 坂井あいり、深見ひなこ、夏目みな、松沢優、宮本由紀乃 |
| 2006年6月11日  | 40 | ザ・カメラテスト キミ入ってるの見たとたんお汁があふれてくるネ 恥ずかしいから言わないでェ～!                 | 風間みどり、みずほ、広瀬ひかる、秋野そら、畑野ゆずき |
| 2006年8月11日  | 41 | ザ・カメラテスト やめてください!こんなイヤラシイこと… でも白いお汁がタレてるよ                              | 美波さら、戸塚みゆ、根本わか、竹下あや、本村咲姫 |
| 2006年9月11日  | 42 | ザ・カメラテスト え!?恥ずかしい…カメラで撮るのはもうやめてッ                                                | 山里千夏、姫山ありさ、小松美和、新田亜希、雛形ともこ |
| 2006年10月21日 | 43 | ザ・カメラテスト おしゃぶりする面接なんて初めてです! すっごい上手、あぁっ出るッ!                            | 姫野りむ、真弓ほのか、川嶋あみ、鈴木まり、葉月志保 |
| 2006年12月21日 | 45 | ザ・カメラテスト 清純そうな顔してキミ、激しいね～ そんなにのどの奥まで入れて大丈夫!?                        | 神咲アンナ、佐々木花梨、水池ひとみ、中島香織、里仲ゆずき |
| 2007年1月31日  | 45 | ザ・カメラテスト キミ、オシッコまでモラさなくていいよテストなんだから! だって気持ち良すぎて…                | 大沢佑香、彩美、篠原仁美、藍田さゆき、春永みう |
| 2007年3月11日  | 46 | ザ・カメラテスト マネージャーには内緒だよ ナイショってなんか萌えますね                                      | 高橋恵、宝城さりな、小沢なずな、甘井みかん、早坂めぐ |
| 2007年5月11日  | 47 | ザ・カメラテスト えっ!?待って下さい イヤです!                                                               | 中里めぐみ、はるか悠、国仲みさと、工藤なつき、山本凛 |
| 2007年6月30日  | 48 | ザ・カメラテスト 乳首イジるだけでイッちゃうんだ                                                             | 羽野理沙、愛川琴音、楠木ももこ、高城梨沙、栄ゆめ |
| 2007年7月31日  | 49 | ザ・カメラテスト キミのオナニー激しいね                                                                     | 石井美穂、春見奈々、翼裕香、水城夕夏、中原琴美 |
| 2007年9月21日  | 50 | ザ・カメラテスト もう限界おかしくなっちゃう!                                                                | 青葉優希、絢音ミミ、月夜野あや、北原夏美、柳あずさ |
| 2007年11月11日 | 51 | ザ・カメラテスト 何で服脱いでるの?次は挿入テスト!                                                           | 一戸みな美、美山ひなの、秋元ゆり、春野いぶき、佐藤友里 |
| 2008年1月11日  | 52 | ザ・カメラテスト キミ凄い濡れ方だね 私いい女優になれますか?挿れてみないとね                                 | 松嶋リナ、本田ゆかり、南芽衣奈、浅野柚奈、川原梨央 |
| 2008年2月11日  | 53 | ザ・カメラテスト シャブってると欲しくなっちゃう                                                             | 天宮まなみ、矢口さとみ、友野みゆき、細川まり、青木由宇 |
| 2008年4月11日  | 54 | ザ・カメラテスト キミみたいな娘、初めてだよ 私そんな変態じゃないです!                                       | 松田茜、真崎寧々、水野こずえ、琴吹さくら、片岡美砂 |
| 2008年5月11日  | 55 | ザ・カメラテスト 55 パンツがお汁でスケてるよ                                                                | 北村万葉、桐谷える、平瀬リナ、川口美沙 |
| 2008年6月11日  | 56 | ザ・カメラテスト 56 ストッキング破かれるなんて初めてッ                                                      | 中居みゆ、鈴鳴あんり、君島かりん、相沢あかね、桃井りん |
| 2008年7月11日  | 57 | ザ・カメラテスト 57 こんな気持ちいいテスト ちょ～ラッキー!                                                  | 星野真弓、神野楓、宮野誉、吉沢アコ、吉井花梨 |
| 2008年8月11日  | 58 | ザ・カメラテスト 58 入ってるとこ見える?                                                                     | 星川麻美、若槻尚美、瀬戸あやか、叶夢、長澤リオン |
| 2008年9月11日  | 59 | ザ・カメラテスト 59 着替えたらお汁が溢れてきたよ コスプレすると感度が違うの!                                | 愛原さくら、鹿島くるみ、南里綾、花園理沙、小林初花 |
| 2008年10月11日 | 60 | ザ・カメラテスト 60 挿入テストですか!?まだ心の準備が…                                                       | 観月マヤ、青木菜摘、夏樹しおり、神谷裕子 |
| 2008年11月11日 | -  | BEST of ザ・カメラテスト 濃縮（汁）11連発!!4時間                                                            | 森下さやか、絢音ミミ、美山ひなの、早坂めぐ、北原夏美、桐谷える、水沢弥生、中原琴美、本村咲姫、里仲ゆずき                                                           |
| 2008年12月31日 | 61 | ザ・カメラテスト・61 ああっおちんちん気持ちいい!2年ぶりなんです 涙が出ちゃう                                | 真心実、櫻庭茜、山元瞳、沢尻もえ、春奈みさき |
| 2009年1月31日  | 62 | ザ・カメラテスト・62 エッ!?発射のテスト?スペルマ?わけわかんない、やめてーーっ!!                             | 黒谷ユリア、雪美まゆ、後藤涼子、堀北夏美、平塚ゆい |
| 2009年2月28日  | 63 | ザ・カメラテスト・63 大丈夫？涙が出てるよ のどの奥まで入れて下さい Mですから…                               | 白川るり、森元あすか、戸羽奏、綾川優子、愛野梨華 |
| 2009年3月31日  | 64 | ザ・カメラテスト・64 もうダメッ面接なのにイキそう!撮影だともっとするよ じゃぁもっとして～!!                 | 羽鳥みう、内藤斐奈、桃咲まなみ、村野いずみ、松田悠希 |
| 2009年4月30日  | 65 | ザ・カメラテスト・65 え～これ以上はムリ!!AV出たいんでしょ?だったら慣れておかないとね                        | 真白希美、向坂美々、伊藤美紀、二宮せいな、宮藤レイコ |
| 2009年5月31日  | 66 | ザ・カメラテスト・66 マネージャーにバレませんか？じゃやめる?あ…イヤッ抜かないで!                            | 真鍋リオン、金森美奈、若宮綾子、篠原奈美、糸谷多恵 |
| 2009年6月30日  | 67 | ザ・カメラテスト・67 入れるとですか?激しか～ 気持ちよか～                                                   | 朝比奈めい、桃井りん、千花澪、朝比奈るい、山内紗耶香 |
| 2009年7月31日  | 68 | ザ・カメラテスト・68 みんなこういう事するんですか?あ～もれてるもれてる                                      | 新谷リナ、長澤りお、早瀬穂波、橘美穂 |
| 2009年8月31日  | 69 | ザ・カメラテスト・69 汁がお尻の穴まで垂れてるよ だってそんなに見られたら…                                   | 野口雅美、鮎川みさと、神崎るな、深海沙織 |
| 2009年9月30日  | 70 | ザ・カメラテスト 70 ナメられて一回イクと欲しくなっちゃうの～ じゃぁ挿入テストする?                          | 一蝶夕加、水川レミ、高城ゆい、観月セイラ、甲斐文香 |
| 2009年11月30日 | 71 | ザ・カメラテスト・71 事務所の人には内緒だよ 言えません、イキすぎて腰が抜けちゃったなんて…                   | 西野小春、立花みずき、平松恵理奈、木下えりな |
| 2010年1月21日  | 72 | ザ カメラテスト 72 キミのアソコが締まりすぎてスキンが中に…ウソッ!ヤダー早く取ってぇ～                       | 相原ゆづき、乙幡梨央、宮坂レイア、灰原あゆみ |
| 2010年2月28日  | 73 | ザ・カメラテスト 73 お汁がこんなに伸びてるよ ごめんなさい、カラダが勝手に…                                  | 中川梨花、成海藍、和葉みれい、上木奈央 |
| 2010年3月21日  | 74 | ザ・カメラテスト74 えっ！？中にも入れるんですか！ まだ撮影もした事ないのに･･･やめて～！！                   | 桐生愛、澤村なほ、稲森しほ(永井あいこ,南ゆう)、三谷希 |
| 2010年6月30日  | 75 | ザ・カメラテスト75 今日のことはマネージャーには言えません･･･                                                | 直嶋あい、日向夕乃、美里えり、中山えりさ |
| 2010年7月31日  | 76 | ザ・カメラテスト76 ジロジロ見られると濡れちゃいます･･･                                                      | 朝倉ことみ、加藤優愛、盛岡なほ、砂山美鈴 |
| 2010年9月11日  | 77 | ザ・カメラテスト77 こんなにパンツ濡れたら、お家に帰れないよぉ～                                             | 小滝紗由美、千葉あゆみ、真鍋紗愛、桜井美希 |
| 2010年10月31日 | 78 | ザ・カメラテスト78 もうダメもうダメ！この感覚久しぶりー                                                     | 梅咲ほの香、西山瑞穂、水川葵、峰岸志保 |
| 2010年12月11日 | 79 | ザ・カメラテスト 79 本気エロモード全開!熟女スペシャル こんなことされるの人生で初めて!!                      | 斉藤理恵、原麻耶、浜野美紀、大神聖華 |
| 2010年2月10日  | 80 | ザ・カメラテスト 80 ちょっとだけって… こんなことするって聞いてない!本気エロモード全開!                      | 水樹ねね、島村菜々、牧瀬あんな、まさき真 |
| 2011年4月1日   | 81 | ザ・カメラテスト 81 ハズカシイッ 私、勝手に腰が動いちゃうんですー!                                          | 早乙女さくら、谷村早苗、上杉望、南野もえこ |
| 2011年4月30日  | 82 | ザ・カメラテスト82 早く入れてー、内緒にするから～！                                                         | 愛原さえ、七美ありさ、河瀬リナ、山城美緒 |
| 2011年5月31日  | 83 | ザ・カメラテスト83 これってテスト？えっ、お尻にも入れちゃうんですか～！？                                   | 安田愛美、朝井江里、芹菜ゆき、優木ひかる |
| 2011年7月31日  | 84 | ザ・カメラテスト84 見ないで、触らないで、撮らないで～！ 撮影現場はもっと過激だよ                            | 青木ゆき、芦屋静香、樋口亜美、高嶺宇海 |